# 香港紅十字會甘迺迪中心
香港紅十字會甘迺迪中心（英語：Hong Kong Red Cross John F. Kennedy Centre）位於香港香港島南區沙灣，由香港紅十字會於1967年創立，是香港的一所政府資助的特殊學校，學生主要為身體弱能學童，弱能類別包括大腦痲痺、肌肉營養不良、脊髓神經細胞萎縮、骨科及脊髓疾病等，同時收錄使用呼吸機的病童及智障的弱能學童，開設小一至預科，共19班，採用母語教學。

## 歷史
甘迺迪中心最初由「美國世界復康基金」捐助建築費及基本設備於1967年建立。1982年獲香港政府資助，又獲胡兆熾捐款增建「胡慕嫻樓」擴展中學教育。1995年獲「香港賽馬會慈善信託基金」捐款擴建新翼大樓並翻修舊翼，「賽馬會樓」於2000年正式開幕，校舍的凈值面積由2,780平方公尺增加至接近4,000平方公尺 。甘迺迪中心又獲「教統局學校改善工程計劃」撥款，擴建的校舍於2006年落成。

### 歷任校長
- 方心淑博士（1967 - 1991，已故）
- 謝宗義先生（1991 - 2003）
- 黃婉冰女士（2003 - 2008）
- 張志安先生（2008 - 2015）
- 李靜雯女士（2015- ）

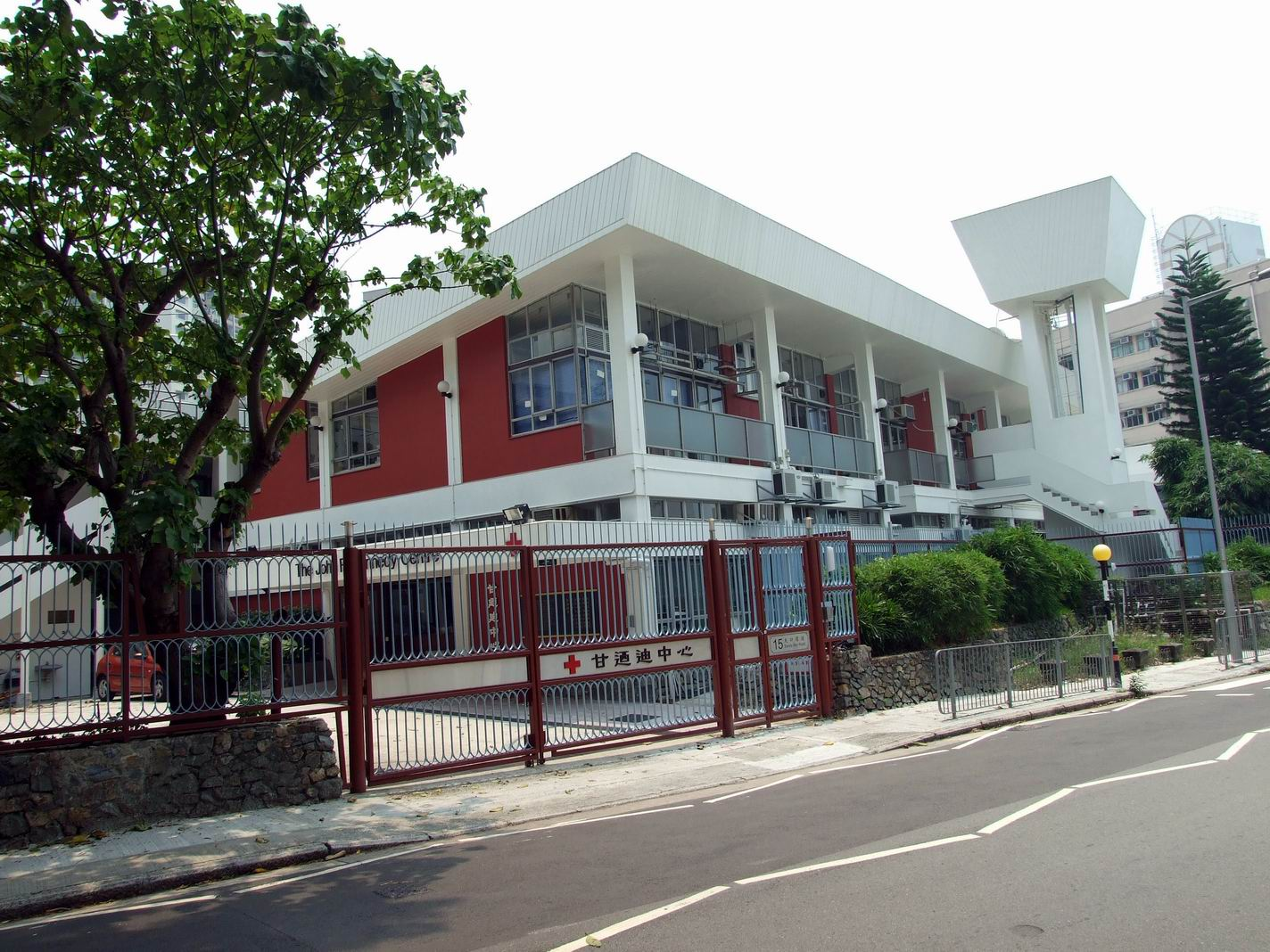
甘迪中心
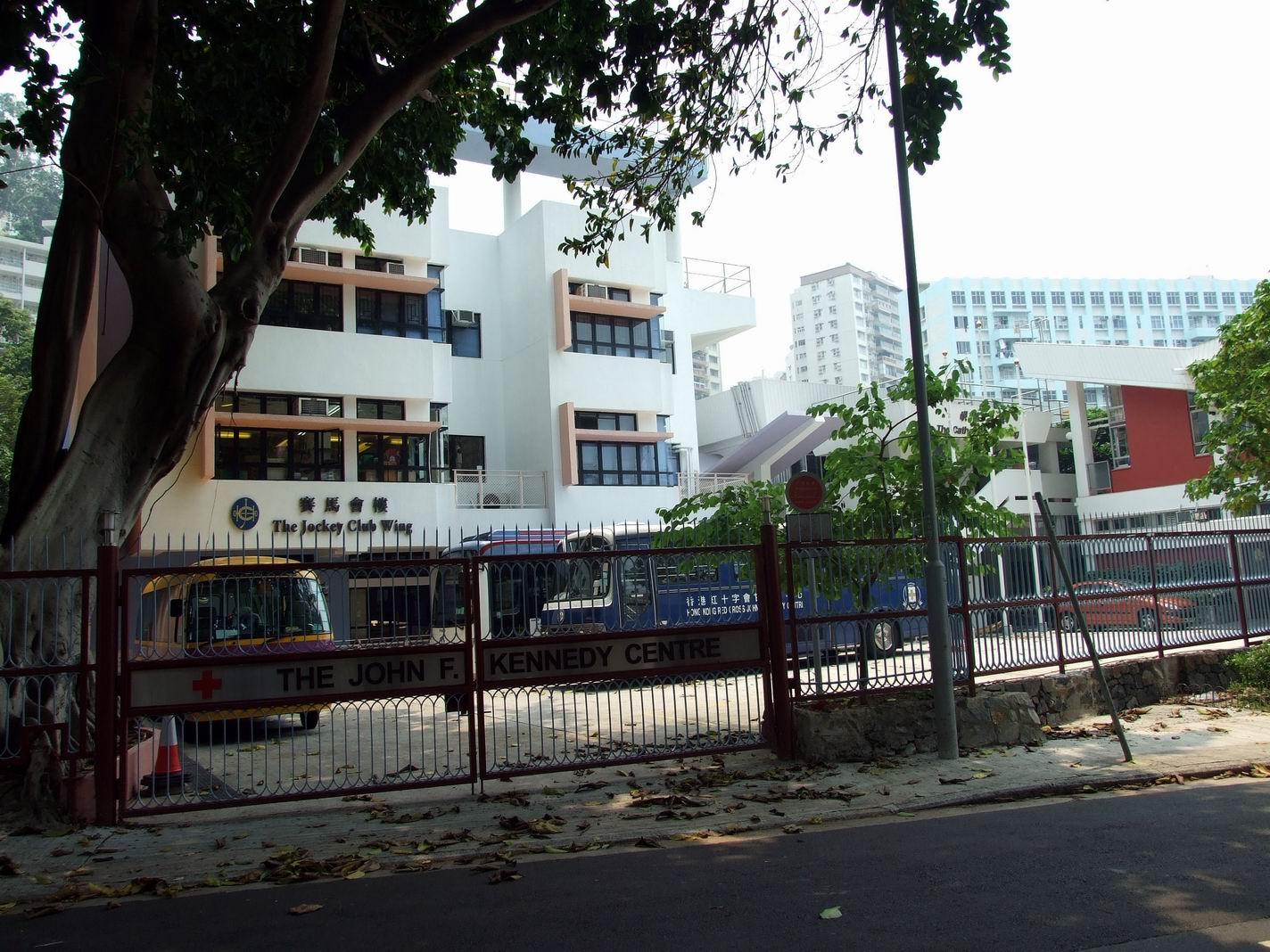
賽馬會樓
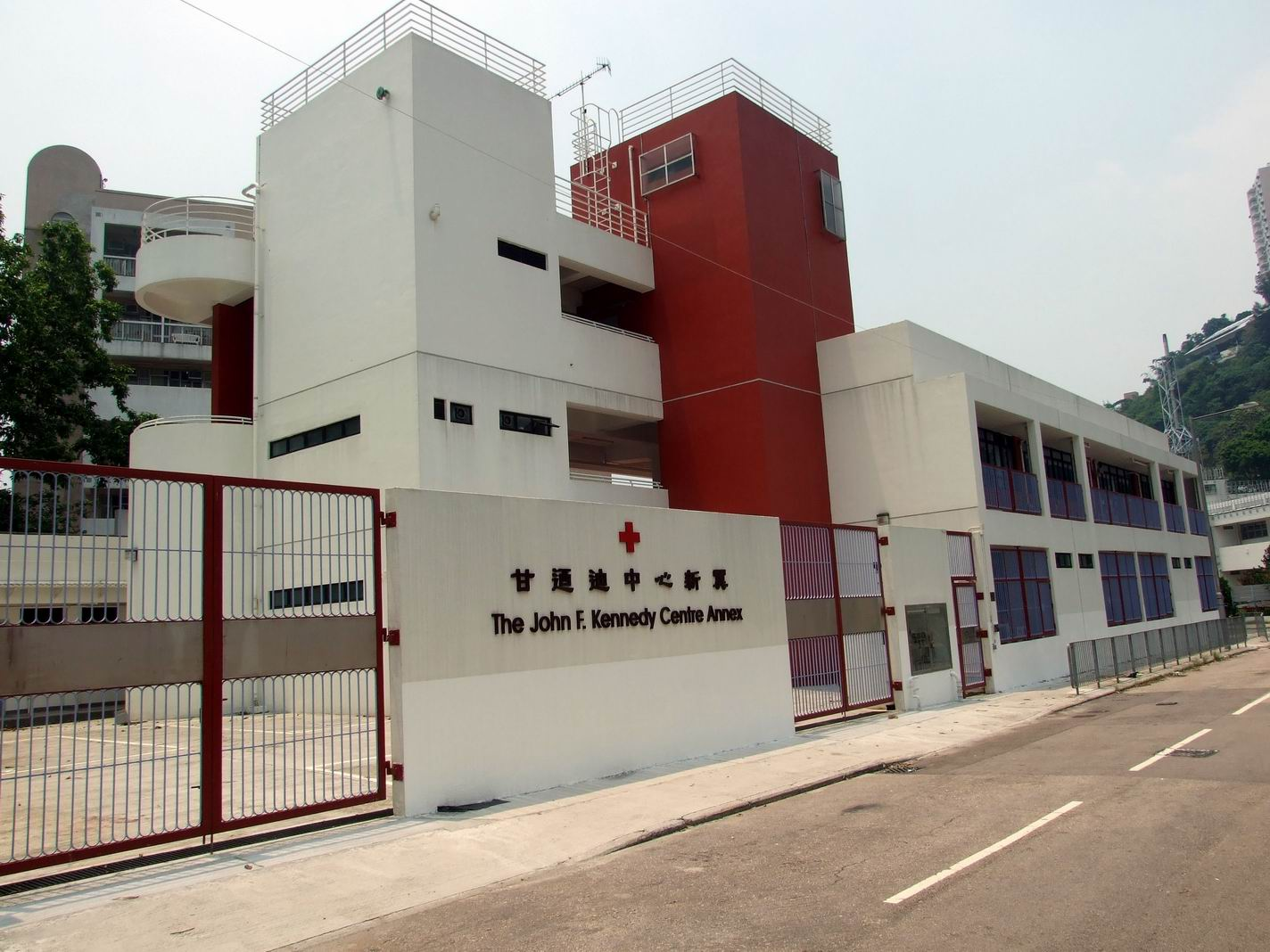
甘迺迪中心新翼

## 學校設施
學校設有18間課室、9間特別室（包括英語室、音樂室、家政室、美術室、科學實驗室、3間電腦室、多媒體學習中心）、圖書館、玩具圖書館、戶內運動場、操場、宿舍、飯堂。另外還設有中樞神經視覺障礙評估及訓練室、輔助溝通工具評估及治療室、物理治療室，職業治療室、言語治療室、水療室、醫療室、社工室、教育心理學家室、會議室、家長資源中心等。

### 活動
學校的課外活動包括乒乓球、田徑、輪椅劍擊等。 

### 宿舍
宿舍提供80個五日住宿宿位，供學生於學期期中每週留校住宿，宿位需經學校社工轉介申請。

## 校歌
由關韻韶作曲，黎燕琼填詞。歌詞可參看在此 （页面存档备份，存于）。

## 外部連結
- 香港紅十字會甘迺迪中心官方網站 （页面存档备份，存于）
- 家庭與學校合作事宜委員會相關網站 - 香港紅十字會甘迪中心 （页面存档备份，存于）
- 香港紅十字會相關網站 - 香港紅十字會甘迪中心